# Peter Kenilorea
Peter Kenilorea (Takataka, 23 de mayo de 1943-24 de febrero de 2016) fue un político salomonense, primer ministro de las Islas Salomón en dos ocasiones. 
Nacido en la población de Takataka, en la isla de Malaita, pertenecía a la etnia 'are'are. Estudió magisterio en la Iglesia Evangélica de los Mares del Sur (South Seas Evangelical Church). En su juventud fue de los fundadores del Partido Unido de las Islas Salomón (Solomon Islands United Party). En 1976 fue elegido ministro para las Islas Salomón, a las que llevó a la independencia del Reino Unido en 1978, momento en el que fue elegido primer ministro, cargo que ocupó hasta 1981. Volvió a ocupar este cargo entre 1984 y 1986. Entre 1988 y 1989 fue Ministro de Asuntos Exteriores, cargo que volvió a ocupar entre 1990 y 1993. Posteriormente fue parlamentario y tras los disturbios ocurridos en la isla de Malaita en el año 2000, fue nombrado presidente de la comisión de paz para la observación de la situación en la isla. En 2004 hubo un intento para que fuera elegido Gobernador General pero la iniciativa fracasó al recibir 8 de los 41 votos del parlamento.